# Ziba gambiana
Ziba gambiana is een slakkensoort uit de familie van de Mitridae. De wetenschappelijke naam van de soort is voor het eerst geldig gepubliceerd in 1861 door Dohrn.